# Francine Christophe
Francine Christophe (París, 18 de agosto de 1933) es una poetisa y decoradora francesa sobreviviente al Holocausto. Fue deportada el 2 de mayo de 1944 a uno de los campos de concentración nazis. A menudo ofrecía conferencias a jóvenes en escuelas intermedias y secundarias para dar su testimonio.

## Piezas de teatro
- "Une petite fille privilégiée", Compagnie TRAC, de Francine Christophe, avec Magali Helias, mise en scène : Philippe Hottier, Cyrille Bosc1 (du 5 mars au 26 avril 2014, du mardi au samedi à 18 h 30, Le Lucernaire, 53 rue Notre Dame des Champs 75006 París. )
- Guy s'en va
- Une toute petite histoire
- La fête inconnue

## Historias
- Une petite fille privilégiée – Une enfant dans le monde des camps 1942-1945, L’Harmattan, 1996, rééd. Pocket 2001, 220 p.
- Après les camps la vie, París, L’Harmattan, 2002, 186 p.
- Souvenirs en marge. Récits bien courts, París, L’Harmattan, 2002, 112 p.
- Guy s’en va. Deux chroniques parallèles, París, L’Harmattan, 2005, 96 p.
- La photo déchirée et autres poèmes, París, L’Harmattan, 2003, 101 p.
- La fête inconnue. L’histoire d’une résistance enfantine à Bergen-Belsen 1944, París, Edition FMD, 2008, 40 p.
- Mes derniers récits, L’harmattan, 2009, 226 p.
- Vous parlerez pour nous , Poèmes concentrationnaires, L’Harmattan, 2010, 110 p.
- Le Pêle-Mêle. Souvenirs, discours, articles, bla-bla, París, Dacres Éditions 2014.

## Apariciones
- CHRISTOPHE Marcelle y Robert, Une famille dans la guerre, L’Harmattan, 1995 (375 p., 1974)
- PESCHANSKI Denis, Letras de Drancy, textes réunis et présentés par Antoine Sabbagh, París, Taillandier, 2002, 287 p.
- RAJSFUS (Maurice), Drancy : un camp de concentration très ordinaire, 1941-1944, París, J’ai lu, 2004, 411 p.
- BETSCH William, Drancy ou le travail d’oubli, Thames & Hudson, 2010, 235 p.

## Vídeos
- DVD - Témoignage devant des élèves : Une petite fille privilégiée
- PELÍCULA - Interview de Francine Christophe del filme Human (2015) de Yann Arthus-Bertrand.
- DOCUMENTAl - "39-45 : La guerre des enfants" (2017) de Michèle Durren y Julien Johan.
- BLOG - Témoignages para El Grenier de Sarah[1]
- DVD - Enfants juifs de prisonniers de guerre, enfants-témoins déportés de France au Camp de l’Étoile à Bergen-Belsen, les 2, 3 mai, 21 et 23 juillet 1944.[2]
- PÁGINA DE INTERNET - Témoignage de Francine Christophe pour Libération du 26 août 2009, sur le camp de Drancy[3]
- PÁGINA DE INTERNET - Epelbaum Didier, Obéir. Les déshonneurs du capitaine Vieux, Drancy, 1941-1944, Stock, 2009. Un article de Georges Weller[4]